# Дален, Нильс Густав
Нильс Густав Дале́н (швед. Nils Gustaf Dalén; 30 ноября 1869, Стенсторп, Швеция — 9 декабря 1937, Лидингё, Швеция) — шведский изобретатель, основатель компании AGA, лауреат Нобелевской премии по физике в 1912 году «за изобретение автоматических регуляторов, используемых в сочетании с газоаккумуляторами для источников света на маяках и буях».
Дален получил степени магистра и доктора в Чалмерском технологическом университете. Самым известным изобретением Далена является солнечный клапан, сделавший возможными маяки компании AGA. В тот же год ему присудили Нобелевскую премию по физике. Это породило слухи о том, что премия частично была присвоена из сочувствия.
Дален делал исследования по химии ацетилена с целью получения очень яркого света, разработал методы безопасного хранения газа и кроме того сконструировал специальный клапан, способный включать маяки и буи вечером и выключать утром. Это позволило экономить большие средства на обслуживание маяков, особенно на длинном морском побережье Швеции.

## Личная жизнь
Родителями Нильса были Андерс и Ловиса Дален. В 1901 г. Дален женился на Эльме Перссон.
У них было четверо детей, две дочери и два сына:
- Майя (1904–1995)
- Гуннар (1905–1970)
- Андерс (1907–1994)
- Инга-Лиза (1910–2004)

### Происшествие в 1912 году
В начале 1912 г. Дален был ослеплен взрывом ацетилена во время испытания аккумуляторов на максимальное давление. Позже в 1912 г. он был удостоен Нобелевской премии по физике за свою работу по технологии маяков. Слишком больной, чтобы присутствовать на вручении премии, Дален отправил вместо себя для получения награды своего брата, офтальмолога, профессора Альбина Далена из Каролинского института. В речи на торжественном вручении высоко оценивалось жертвование личной безопасностью в научных экспериментах - комплимент, которым Далена сравнивали с самим Нобелем. Награждение Нобелевской премией Далена иногда ставилось под сомнение, но в действительности оно соответствует общим условиям завещания Альфреда Нобеля (англ.). 
Несмотря на слепоту Дален оставался во главе AGA до своей смерти в 1937 г. За свою жизнь он получил более 100 патентов.
Дален умер 9 декабря 1937 года в возрасте 68 лет.